# Neolophonotus spinicaudata
Neolophonotus spinicaudata là một loài ruồi trong họ Asilidae. Neolophonotus spinicaudata được Londt miêu tả năm 1985. Loài này phân bố ở vùng nhiệt đới châu Phi.